# Notobubon
Notobubon är ett släkte i familjen flockblommiga växter. Det beskrevs av Ben-Erik van Wyk 2008.

## Arter
Släktet omfattar 13 arter som samtliga förekommer i Sydafrika:
- Notobubon capense (Eckl. & Zeyh.) Magee
- Notobubon collinum (Eckl. & Zeyh.) Magee
- Notobubon ferulaceum (Thunb.) Magee
- Notobubon galbaniopse (H.Wolff) Magee
- Notobubon galbanum (L.) Magee
- Notobubon gummiferum (L.) Magee
- Notobubon laevigatum (Aiton) Magee
- Notobubon montanum (Eckl. & Zeyh.) Magee
- Notobubon pearsonii (Adamson) Magee
- Notobubon pungens (E.Mey. ex Sond.) Magee
- Notobubon sonderi (M.Hiroe) Magee
- Notobubon striatum (Thunb.) Magee
- Notobubon tenuifolium (Thunb.) Magee